# Proagomphus mansuetus
Proagomphus mansuetus är en mångfotingart som beskrevs av Carl Graf Attems 1953. Proagomphus mansuetus ingår i släktet Proagomphus och familjen Gomphodesmidae. Inga underarter finns listade i Catalogue of Life.